# Royalston Falls
Royalston Falls (ehem. Forbes Falls) ist der namensgebende Wasserfall des gleichnamigen, 217 Acres (0,9 km²) umfassenden Naturschutzgebiets bei der Stadt Royalston im Bundesstaat Massachusetts der Vereinigten Staaten, das von der Organisation The Trustees of Reservations verwaltet wird. Die Wanderwege zum Wasserfall gehören sowohl zum Tully Trail als auch zum Metacomet-Monadnock-Wanderweg.

## Geschichte
Mit dem Beginn der Besiedlung durch die europäischen Kolonisten im 17. Jahrhundert wurde der größte Teil der Wälder in Massachusetts gerodet, um Platz für Landwirtschaft und Weideflächen zu schaffen, aber auch um Feuer- und Bauholz zu gewinnen. Diese großflächigen Rodungen wurden bis in das 19. Jahrhundert hinein durchgeführt, bis die Farmer in Neuengland ihre Felder verließen, um in Richtung Westen auf die Suche nach reichhaltigerer, weniger steiniger Erde zu gehen. Heute kommt der Wald langsam wieder zurück und löscht die Spuren menschlicher Aktivitäten nach und nach aus.
Das heutige Schutzgebiet diente Mitte des 19. Jahrhunderts als Erholungspark für Landwirte der Umgebung und war als Forbes Falls bekannt, da zu dieser Zeit Calvin Forbes das Land besaß und bewirtschaftete. Forbes errichtete dort Wege, Picknickplätze, Gelegenheiten zum Musizieren sowie eine Treppe hinunter zur Basis des Wasserfalls. Am Oberlauf stand sogar für kurze Zeit ein Kasino, in dem ein Tanzsaal eingerichtet und Livemusik gespielt wurde.

## Schutzgebiet
Der 45 ft (13,7 m) hohe, vom Falls Brook gespeiste Wasserfall liegt etwas abseits der Hauptwege und erfordert einen Abstieg von 0,8 mi (1,3 km) durch eine Klamm. Auf dem Weg befindet sich eine von den Trustees eingerichtete Schutzhütte, in der Wanderer auch übernachten können. Bis in seine unmittelbare Nähe ist der Wasserfall aufgrund des dichten Waldbewuchses zwar zu hören, nicht aber zu sehen. Erwähnenswert sind auch die natürlichen Brücken aus Felsgestein, die der Falls Brook über die Jahrhunderte geschaffen hat. Der Weg ist anspruchsvoll sowie teilweise extrem nass und daher mit extremer Vorsicht zu begehen.
In der näheren Umgebung befinden sich die ebenfalls von den Trustees betreuten Schutzgebiete Doane’s Falls und Jacobs Hill sowie der Tully Lake, wo mit dem Tully Lake Campground ein Campingplatz als Ausgangsbasis zur Verfügung steht.